# Lee Kam Wing
 (mai 2021).
Si vous disposez d'ouvrages ou d'articles de référence ou si vous connaissez des sites web de qualité traitant du thème abordé ici, merci de compléter l'article en donnant les références utiles à sa vérifiabilité et en les liant à la section « Notes et références ».
Lee Kam Wing, maître de Kung fu, est né à Hong Kong le 15 décembre 1947 dans une famille de pratiquants d’arts martiaux.

## Biographie
À quinze ans, il a commencé son apprentissage avec Chiu Chi Man chez lequel il a étudié pendant dix ans et a appris le système complet du Kung fu des « sept étoiles de la Mante religieuse ».
Pendant une période, il étudia également le Pak Mei.
En 1972, avec l'encouragement de Chiu Chi Man, il a ouvert sa propre école d'arts martiaux. Chiu Chi Man lui donna quatre livres manuscrits : Les origines de Shaolin Kung Fu, Structure de base des techniques de paume de fer, Les théories de la boxe des 7 étoiles de la mante religieuse, et Les méthodes d’ajustement des os. Lee Kam Wing a également étudié l’ostéopathie et l'acupuncture à Guangzhou et a obtenu un diplôme de l’hôpital d'orthopédie de Foshan en Chine. En coopération avec Leung Ting (Wing Chun kung fu), il a fourni des informations pour le livre 7 étoiles de la Mante religieuse qui a été édité en 1980. En 1985, il produit son propre livre, Le secret sept de l'étoile de la Mante Religieuse (ces livres ne sont pas traduits en français) mais tout a été dit dans la revue française Arts de combats et la revue Perle et dragons.
Le Sifu ou Chung Si (grand maître) Lee Kam Wing est membre de nombreuses associations. Entre autres, il est directeur des 7 étoiles de la mante religieuse de la Chin Woo Athlétique de Hong Kong, Président de l'Association sportive de Kowloon, directeur du Tai-chi-chuan d’Angleterre et l'association de Shaolin Wushu.